# Semaeopus malefidaria
Semaeopus malefidaria är en fjärilsart som beskrevs av Heinrich Benno Möschler 1890. Semaeopus malefidaria ingår i släktet Semaeopus och familjen mätare. Inga underarter finns listade i Catalogue of Life.